# Desierto (película)
Desierto es una película franco-mexicana de suspenso dirigida por Jonás Cuarón. Fue mostrado en la sección Presentaciones Especiales del Festival Internacional de Cine de Toronto 2015, donde ganó el Premio de la Federación Internacional de Críticos de Cine (FIPRESCI) para Presentaciones Especiales. La película se estrenó el 4 de marzo de 2016 en Estados Unidos, a través de STX Entertainment.
Fue seleccionada como la película que representó a México en la categoría de Mejor película de habla no inglesa en la 89.ª edición de los Premios Óscar. Fue nominada para los Premios Platino en la categoría  Mejor Dirección de Sonido en el año 2017.

## Sinopsis
Un grupo de trabajadores migrantes mexicanos busca una vida mejor al cruzar ilegalmente la frontera con los Estados Unidos; Cuando el camión que los transporta se descompone en medio de la nada el conductor señala a los migrantes y su compañero, el Mechas la dirección hacia los Estados Unidos y les desea suerte. Moisés (Gael García Bernal), también es miembro de los migrantes y lo sigue mientras el grupo se divide en dos al intentar cruzar la frontera.
Sam (Jeffrey Dean Morgan) es un cazador quien con su rifle y su fiel perro Tracker un pastor belga, cazan conejos cerca de la frontera y notan al grupo de ilegales. Con la ayuda de Tracker y el uso de su rifle M1 Garand, Sam mata sin misericordia a la mayoría del grupo, incluyendo a Mechas y deja a Moisés y a Adela (Alondra Hidalgo) como los únicos sobrevivientes después de una larga persecución. Incapaz de seguir a los dos últimos, Sam decide continuar su caza al día siguiente y acampa con Tracker para pasar la noche.
Adela y Moisés encuentran un lugar para descansar. Adela le confiesa a Moisés que su compañero, quien también fue una de las víctimas de Sam, fue enviado por sus padres para protegerla y, aunque la acosó durante su viaje, no merecía morir de esa manera. Moisés por su parte, le confiesa a Adela que ya había estado en los EE. UU. Y que tiene una familia esperándolo en Oakland, que muestra un osito parlante que le dio su hijo antes de ser deportado, y que Moisés le prometió que le devolvería. Mientras tanto, Sam descansa junto a una fogata con Tracker, describiéndole a su leal perro cómo solía amar el desierto, pero ahora el calor está jugando con su mente y quiere escapar de él.
A la mañana siguiente Adela y Moisés descubren el campamento del cazador y roban la camioneta de Sam, usando el oso de peluche para distraer a Sam y a Tracker. La pareja de migrantes logra arrancar la pick-up y cuando parece que finalmente escapan Sam le dispara a Adela en el hombro, haciendo que Moisés choque y vuelque la camioneta. Ellos continúan a pie seguidos por Sam y el perro. Moisés se detiene para atender la herida de Adela, luego le dice que tiene que dejarla y se lleva la chaqueta y la pistola de bengalas que encontró en la camioneta. Moisés cambia de opinión y usa una bengala para distraer y alejar a Sam de Adela; Tracker persigue de cerca a Moisés en un campo de cactus donde Moisés se ve obligado a usar la segunda y última bengala en contra de Tracker, le dispara en el hocico antes de escapar; Sam encuentra a un Tracker herido de muerte y muy a su pesar le dispara poner fin a su sufrimiento antes jura venganza en contra de Moisés.
Después de mucho tiempo persiguiendo a Moisés mientras trepan por una estructura de roca, Sam está deshidratado y cansado; Moisés se esconde entre las rocas y empuja a Sam mientras está parado en el borde, lo que hace que ambos caigan. Sam se fractura la pierna en la caída. Ambos intentan alcanzar el rifle, pero Moisés es más ágil, lo toma y amenaza a Sam por asesinar a tanta gente e intentar matar a Adela y a él, mientras Sam suplica por su vida, pide perdón y agua. En cambio, Moisés se va con el rifle, diciéndole a Sam que el desierto lo matará y deja que Sam muera a pesar de sus súplicas para que vuelva.
Moisés regresa por Adela, la encuentra viva, pero inconsciente, y la lleva hasta que cruzan un lago salado.

## Reparto
- Gael García Bernal como Moisés.
- Jeffrey Dean Morgan como Sam.
- Alondra Hidalgo como Adela.
- Diego Cataño como Mechas.
- Marco Pérez como Lobo.
- Óscar Flores como Ramiro.
- David Lorenzo como Ulises.
- Lew Temple como un agente de la patrulla fronteriza.

Es de notar que la película cuenta con la participación de dos actores de la serie de televisión The Walking Dead, Jeffrey Dean Morgan que interpreta a Negan y Lew Temple que participó como Axel.

## Locación

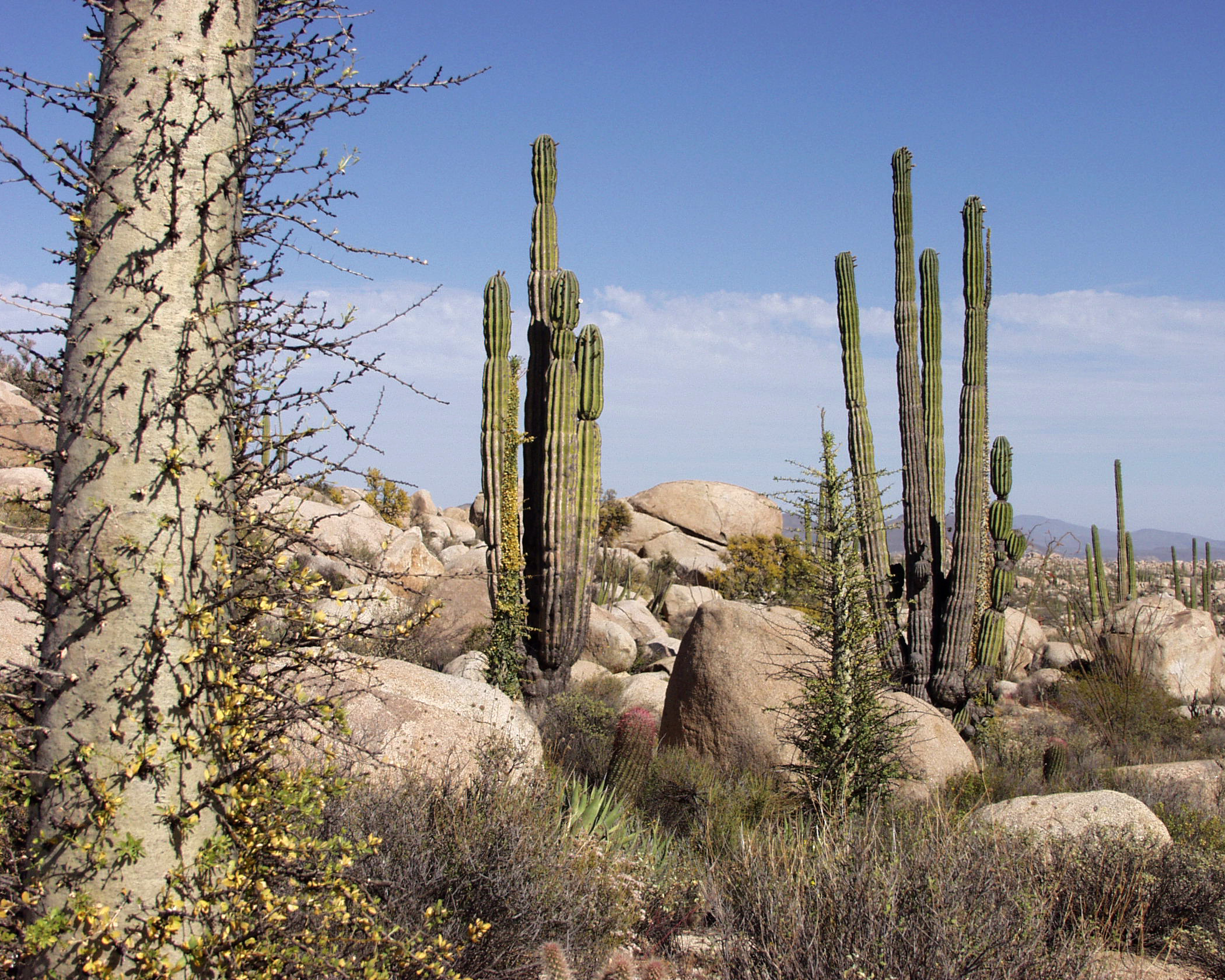

La película fue rodada en México, la filmación comenzó en febrero de 2014 en el desierto de Baja California, una región desértica en la península 
de Baja California.

## Estreno
El primer tráiler fue lanzado en diciembre de 2015. STX Entertainment anunció que estrenará la película el 4 de marzo de 2016.